# IEEE 802.11j
IEEE 802.11j és una modificació de l'estàndard 802.11 per WLAN desenvolupat pel grup de treball 11 del comitè d'estàndards LAN/MAN del IEEE (IEEE 802), que aplica al mercat japonès. IEEE 802.11j permet l'operació a la banda de freqüència de 4,4 a 5 GHz. Aquesta configuració és a nivell de capa d'enllaç o MAC i de capa física o PHY. IEEE 802.11j fou ratificat el 2007.
Als EUA la banda 4,9 GHz està reservada per aplicacions de seguretat pública.